# Robert Joseph Greene

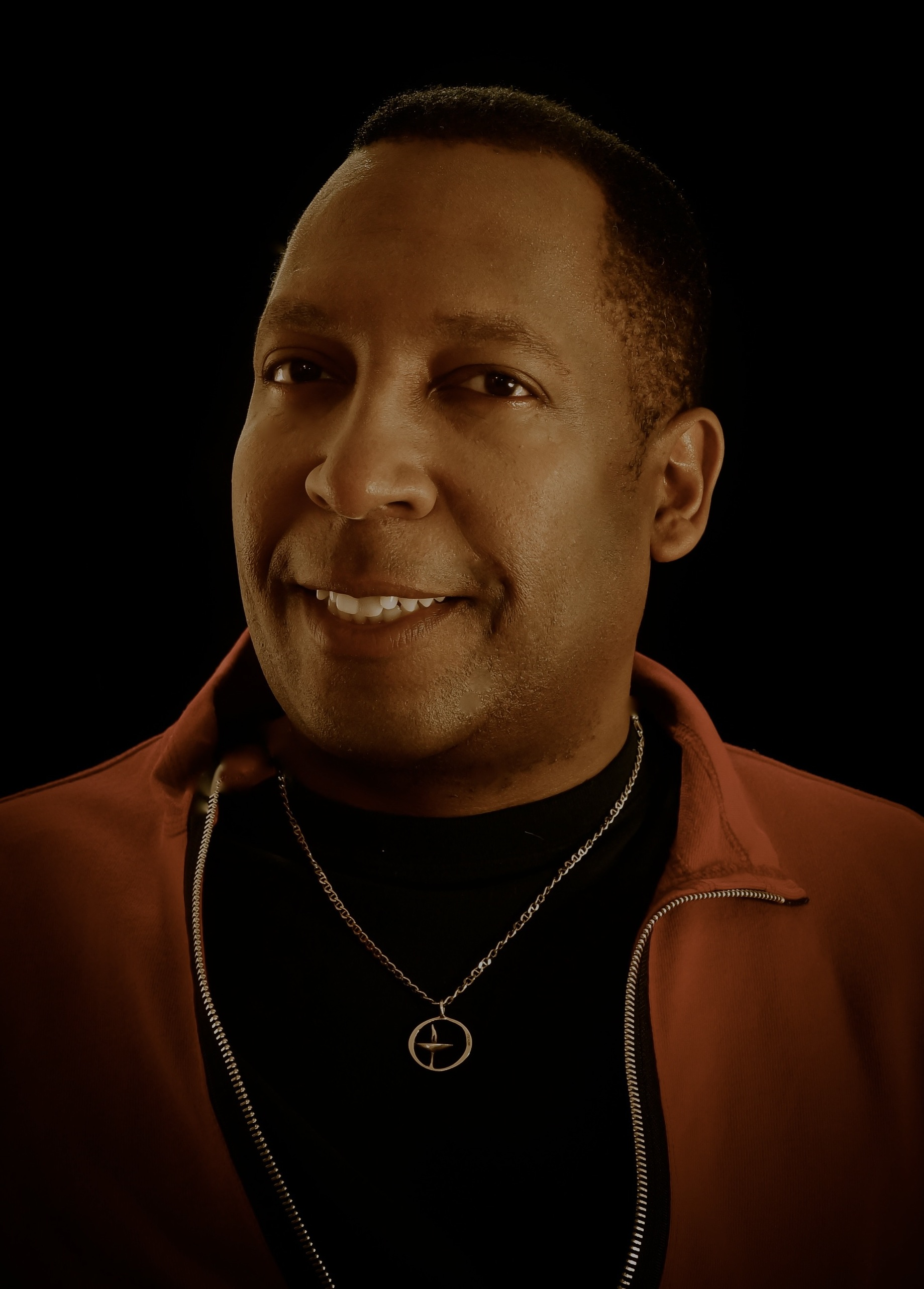
Robert Joseph Greene
kanadischer Autor

Robert Joseph Greene (* 11. Januar 1973) ist ein kanadischer Autor, der Bücher aus dem Bereich homosexuelle Romantik-Fiction schreibt.

## Leben und Karriere
Greene wurde mit seinem Buch Schwule Liebesgeschichten aus aller Welt, eine Sammlung von schwulen Liebesgeschichten aus insgesamt 12 Ländern bekannt. Bei jeder der Geschichten wird eine Kultur und ein Volk beschrieben. Das Buch wurde von PFLAG Kanada, einer Organisation für Schwule und Lesben, in die Liste „Lesenswerte Bücher“ aufgenommen.
Eine der Kurzgeschichten in der „Homosexuell Icon Classics Kollektion ist“ "Halos goldener Kreis", eine tragische Liebesgeschichte, die im alten Judäa angesetzt ist. Auf die Geschichte wurde der Autor und jüdische Gelehrte Steven Greenberg aufmerksam und beschrieb, dass es eine „schöne Geschichte“ sei.
Letters From Camp Rehoboth veröffentlicht einen Auszug aus Die Reise und die Juwelen im Jahr 2006. Das Wasserzeichen, eine wöchentliche LGBT Veröffentlichung in Florida lobte die Geschichte in großen Tönen und ehrte damit den Schriftsteller.
Nach der Veröffentlichung von „The Gay Icon Classics of the World II“ im Jahr 2012, wurde eine Kurzgeschichte von russischen Studenten übersetzt und als Protest gegen die Anti-Homosexuellen-Propaganda genutzt. Grund dafür waren die neuen Gesetze in St. Petersburg, die die Diskriminierung von Homosexuellen weitläufig verschärften.
Greenes „This High School Has Closets“ war ein Finalist für den Lambda Literary Awards 2012 in der Kategorie Romane junger Erwachsener.
Im Juni 2013 wurden die Bücher von Robert Joseph Greene von der Verlagsgruppe Weltbild aus dem Sortiment genommen und die Zusammenarbeit mit dem Verlag „Icon Empire Press“ gekündigt. Als Begründung nannte Weltbild, dass Greenes Bücher nicht mit den „traditionellen Werten“ des Unternehmens übereinstimmen. Die Entscheidung wurde kritisiert, da der Verlag gleichzeitig weitere erotische Bücher in seinem Bestand behielt.

## Veröffentlichungen
- The Gay Icon Classics of the World
- The Gay Icon Contemporary Short Stories
- Crossover: Straight Men - Gay Encounters
- The Gay Icon Classics of the World II
- This High School Has Closets
- Would You Mind?
- The Forbidden Scroll

## Veröffentlichungen (Deutsch)
- Schwule Liebesgeschichten aus aller Welt, Icon Empire Press, Toronto 2011, ISBN 978-1-9271242-0-8.
- Die Verbotene Schriftrolle: Eine verborgene Wahrheit hinter einer schwulen Liebesgeschichte (Übersetzung durch Julia Wittmann), Icon Empire Press, Toronto 2013, ISBN 978-1-9271243-2-1.
- Diese High School Hat Schränke, ISBN 978-1-9271244-0-6